# Jordan Todosey
Jordan Todosey (8 de fevereiro de 1995) é uma atriz canadense.
Jordan Todosey nasceu em Oshawa, Ontário, Canadá. Atualmente, atua na série Between produção original Netflix e City como Tracey Cheekers. Atuou em Life with Derek até 2008 fazendo o papel de Lizzie MacDonald. Ela também faz Adam Torres em Degrassi: The Next Generation, nascido Grace 'Gracie' Torres, irmão de Drew Torres, um dos caras mais populares em Degrassi.

## Filmografia
| Ano         | Filme/Série                        | Papel           |
| ----------- | ---------------------------------- | --------------- |
| 2005 - 2009 | Life with Derek                    | Lizzie McDonald |
| 2005        | The Pacifier                       | Firefly         |
| 2005        | The Prize Winner of Defiance, Ohio | Young Tuff Ryan |
| 2006        | Instant Star                       | Helen           |
| 2006        | Santa Baby                         | Amelia          |
| 2007        | The Stone Angel                    | Lottie          |
| 2008        | Flashpoint                         | Phoebe Swanson  |
| 2009        | Willa's Wild Life                  | Willa           |
| 2010        | Férias com Derek                   | Lizzie McDonald |
| 2010        | Degrassi                           | Adam Torres     |
| 2015        | Between                            | Tracey Cheekers |